# Mesochorus fraudulentus
Mesochorus fraudulentus är en stekelart som beskrevs av Dasch 1974. Mesochorus fraudulentus ingår i släktet Mesochorus och familjen brokparasitsteklar. Inga underarter finns listade i Catalogue of Life.